# Малый Хомус-Юрях
Малый Хомус-Юрях — река в России, протекает по территории Якутии, приток реки Сундрун. Длина реки — 235 км, площадь водосборного бассейна — 1310 км². Берёт своё начало в горах Улахан-Тас.
Код водного объекта 18060000112117700071078.